# Leiba Rodman
Leiba Salmanowitsch Rodman, russisch Лейба Залманович Родман (* 9. Juni 1949 in Riga; † 2. März 2015 in Williamsburg) war ein israelischer Mathematiker, der sich mit Linearer Algebra und Operatortheorie befasste.
Rodman studierte an der staatlichen lettischen Universität mit dem Diplom 1971 und an der Universität Tel Aviv mit dem Master-Abschluss 1978 und der Promotion bei Israel Gohberg 1978 (Spectral theory of analytic matrix functions).  Er war 1978 bis 1980 Post-Doktorand an der University of Calgary und danach bis 1985 Assistenzprofessor an der Universität Tel Aviv. 1985 wurde er Associate Professor und danach Professor an der Arizona State University in Tempe und ab 1987 war er Professor am College of William & Mary in Williamsburg.
Er war seit 1983 mit Ella Levitan verheiratet und hat vier Kinder.

## Schriften
- mit Israel Gohberg, Peter Lancaser: Matrix Polynomials, Academic Press 1982
- mit Peter Lancaster: Matrices and indefinite scalar products, Birkhäuser 1983
- An introduction to operator polynomials, Birkhäuser 1989
- mit Joseph A. Ball, Israel Gohberg: Interpolation of rational matrix functions, Birkhäuser 1990
- mit Peter Lancaster: Algebraic Riccati Equations, Oxford: Clarendon Press 1995
- mit Israel Gohberg, Peter Lancaster: Invariant Subspaces of Matrices with Applications, SIAM, 2. Auflage 2006
- mit Ilya M. Spitkovsky, Hugo J. Woerdeman: Abstract band method via factorization, positive and band extensions of multivariable almost periodic matrix functions, and spectral estimation, Memoirs of the AMS, 2002
- mit Peter Lancaster, Israel Gohberg: Indefinite Linear Algebra with Applications, Birkhäuser 2005
- mit Albrecht Böttcher, Yuri I. Karlovich: Convolution Operators and Factorization of Almost Periodic Matrix Functions, Birkhäuser, 2013.
- Topics in Quaternion Linear Algebra, Princeton UP 2014